# Mörkfjällig vaxskivling
Mörkfjällig vaxskivling (Hygrocybe turunda) är en svampart som först beskrevs av Elias Fries, och fick sitt nu gällande namn av Petter Adolf Karsten 1879. Mörkfjällig vaxskivling ingår i släktet Hygrocybe och familjen Hygrophoraceae.  Arten är reproducerande i Sverige. Inga underarter finns listade i Catalogue of Life.